# پخته‌آباد (ترسون‌زاده)
پخته‌آباد  (به خط تاجیکی: ҷамоати деҳоти Пахтаобод) جماعت و روستایی در کشور تاجیکستان است که در ناحیهٔ ترسون‌زاده ناحیه‌های تابع جمهوری قرار دارد. جمعیت این جماعت ۶۵۵۲ است.

## لیست دهات تابعه
- انجیبر (Анҷибар)
- پخته‌آباد (Пахтаобод)
- خاصه‌بچه (Хосабача)